# Nkol Bogo
Pour les articles homonymes, voir Nkol et Bogo.
Nkolbogo est un village de la commune de Sa'a, département de la Lékié au Cameroun. Il est essentiellement agricole. Les villages limitrophes sont Nkolmesseng, Mekimebodo, Lekoubek et Song-Obama et Womkoa. L'administration est assurée par un chef de groupement.

## Population
En 1961, le village comptait 1 678 habitants dont 1 023 pour Nkolbogo I, 503 pour Nkolbogo II et 152 pour Nkolbogo II, principalement Eton.
Lors du recensement de 2005, 2 022 personnes y ont été dénombrées, 688 pour Nkol Bogo, 881 pour Nkol Bogo I et 453 pour Nkol Bogo II.